# Радомля (Могилёвская область)
Ра́домля (Радомль; бел. Ра́дамля) — агрогородок в Чаусском районе Могилёвской области Беларуси. Административный центр Радомльского сельсовета.

## Географическое положение
Располагается в 20 км к северу от города Чаусы. Неподалёку от населённого пункта протекает река Радуча, приток Прони.

## История

### До первого раздела Речи Посполитой
В Средние века неподалёку от современного села существовал город Радомль, согласно распространённой гипотезе, ставший центром расселения славянского племени радимичей. Изначало Радомль входил в состав Киевской Руси, но позднее был завоёван Великим княжеством Литовским вместе с территорией Мстиславльского княжества. Радомльский замок, построенный в XIII веке, благодаря расположению возле границы с Русским царством участвовал почти во всех военных конфликтах с Москвой вплоть до русско-польской войны 1654—1667 годов, в ходе которой он был разрушен.
C 1539 по 1770 годы Радомль был центром староства. В 1619 году в городе были основаны резиденция кармелитов и костёл Святого Михаила.

### В составе Российской империи
В результате первого раздела Речи Посполитой в 1772 году Радомль оказался в составе Российской империи. Статус поселения был понижен до села в Чаусском уезде Могилёвской губернии.
В 1797 году в Радомле открылось второе учреждение кармелитов — резиденция Мстиславского костёла. В 1811 году был построен католический монастырь. Однако в 1832 году, вскоре после подавления Ноябрьского восстания, католические учреждения были закрыты российскими властями.
По состоянию на 1849 год в Радомле было 10 дворов, трактир и мельница. В 1861 году Радомля стала центром волости. К 1880 году в селе насчитывалось 25 дворов, присутствовали две церкви, вновь открытый костёл и постоялый двор. В 1883 году открылась церковно-приходская школа. Согласно переписи населения 1897 года, в селе присутствовало 29 дворов, церковь, школа, богадельня. Кроме того, существовал выселок из 11 дворов, где проживало 67 человек и располагались магазин и трактир. К 1909 году число дворов в Радомле увеличилось до 37.

### Советский период
В декабре 1917 года в селе была установлена Советская власть, а в январе 1918 года был организован красногвардейский отряд. На базе церковно-приходской школы возникла трудовая школа первой ступени. В 1924 году открылись изба-читальня и врачебный участок. 20 августа 1924 года Радомля стала центром сельсовета в составе Чаусского района Могилёвской области БССР. В 1930 году организован колхоз. С 1931 года действует телефонная связь и открыты детские ясли.
Во время Великой Отечественной войны с августа 1941 по 23 июня 1944 года Радомля была оккупирована немецко-фашистскими захватчиками. В 1944 году гитлеровцы сожгли село и казнили 21 местного жителя.
16 июня 1954 года Радомльский сельсовет был ликвидирован. Радомля вошла в состав Желивского сельсовета. По состоянию на 1972 год, в деревне была средняя школа, клуб, фельдшерско-акушерский пункт, ветеринарный участок, отделение связи, швейная мастерская, магазин.

### Современность
В 2006 году статус Радомли был повышен до агрогородка.
23 декабря 2009 года Желивский сельсовет был переименован в Радомльский. Агрогородок Радомля вновь стал центром воссозданного Радомльского сельсовета.

## Население
- XIX — начало XX века: 1849 год — 73 жителя; 1880 год — 162 жителя; 1897 год — 157 жителей; 1909 год — 230 жителей[8].
- Конец XX — XXI век: 1990 год — 272 жителя; 2007 год — 311 жителей[11]; 2009 год — 303 жителя[16].

| Динамика численности населения | Динамика численности населения | Динамика численности населения | Динамика численности населения | Динамика численности населения | Динамика численности населения | Динамика численности населения |
| 1849                           | 1880                           | 1897                           | 1909                           | 1990                           | 2007                           | 2009                           |
| ------------------------------ | ------------------------------ | ------------------------------ | ------------------------------ | ------------------------------ | ------------------------------ | ------------------------------ |
| 73                             | ↗162                           | ↘157                           | ↗230                           | ↗272                           | ↗311                           | ↘303                           |

## Инфраструктура

### Агропромышленная сфера
В 1931 году в Радомле был создан колхоз, получивший название «Звезда». В 1945 году колхоз переименовали в «Сталинский путь», однако в 1959 году в ходе десталинизации было возвращено старое название. В 2002 году колхоз «Звезда» был реорганизован в СПК «Радучанка», в 2005 году вошедшее в состав ОАО «Агросервис» (Чаусы).

### Прочие объекты

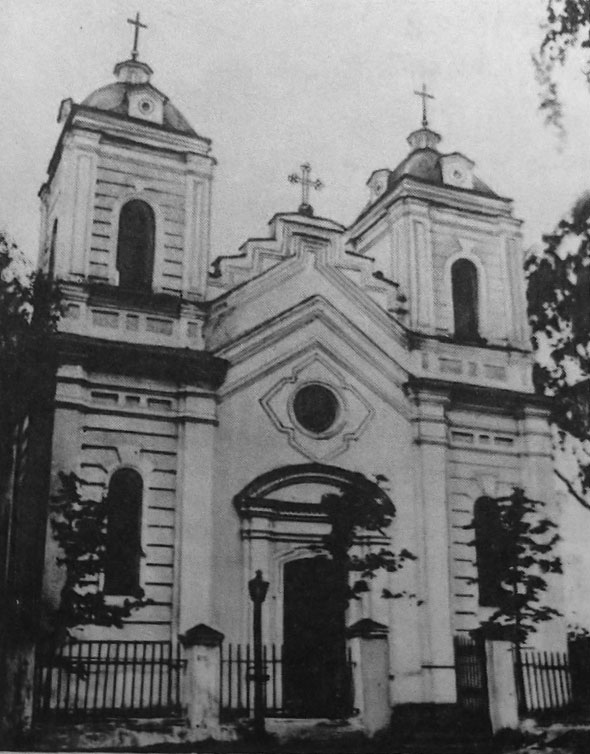
Костёл в Радомле. 1913 год

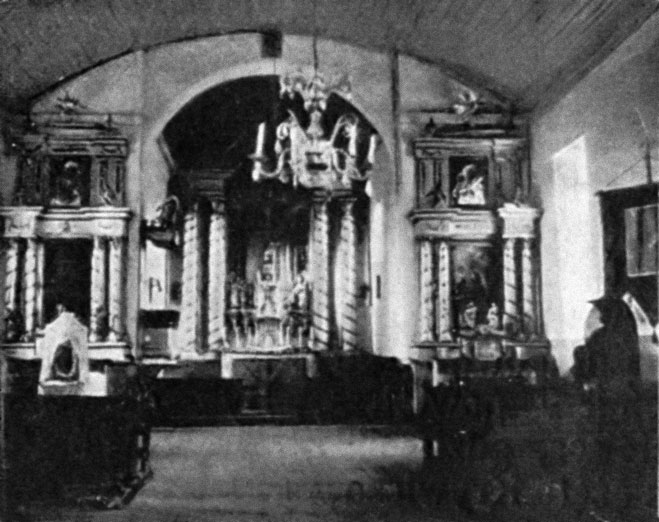
Интерьер костёла

В Радомле действуют учебно-педагогический комплекс (средняя школа и детский сад), Дом культуры, библиотека, фельдшерско-акушерский пункт, почтовое отделение, а также филиал детской школы искусств, пункт бытовых услуг и торговый центр.
В 2012 году газета «Советская Белоруссия» сообщала о плачевном состоянии автомобильной дороги, проходящей через агрогородок.

## Культура
- Дом культуры
- Музей

## События и мероприятия
С 2014 года на Замковой горе, расположенной рядом с Радомлей, проходит этнопраздник «В гости к радимичам» (бел. «У госці да радзімічаў»)

## Достопримечательности
- Городище, оставшееся после средневекового города Радомль и Радомльского замка[20].
- Братская могила советских воинов[8].

### Памятник, скульптура
- Памятник В. И. Ленину
- Памятник землякам, погибшим в Великой Отечественной войне[8].

### Утраченное наследие
- Костёл святого Михаила. Построен Михаилом Суходольским и Каролем Мадалинским в 1619 году. Был перестроен в 1800 году. Разрушен советскими властями в 1930-е годы[10].
- Православный храм, при котором в 1883 году была открыта церковно-приходская школа. Разрушен во время Великой Отечественной войны[16].
- Усадьба пани Чеховской. После установления Советской власти в её главном здании разместилась школа. Усадьба не была уничтожена в военные годы. Тем не менее, главное здание было разобрано уже после войны, когда школа переехала в новое здание. До наших дней сохранилось только здание мельницы[16].